# Ria Beckersbrug
De Ria Beckersbrug (brug 638) is een vaste brug in Amsterdam-West.
Ze is gelegen daar waar de Cornelis Outshoornstraat (vernoemd naar architect Cornelis Outshoorn) een naamloze gracht oversteekt en overgaat in de J.M. den Uylstraat (vernoemd naar politicus Joop den Uyl). Tot 10 juni 1970 was deze straat naamloos en kreeg toen de naam Tom Schreursweg vernoemd naar Tom Schreurs initiatiefnemer van radiosportuitzendingen. Tot rond 1990 lagen ten westen van die gracht de sportvelden van Sportpark de Eendracht. In die tijd richtte Amsterdam hier een nieuwe woonwijk "de Eendracht" in op het oostelijke terrein van de genoemde sportvelden. Het oostelijke gedeelte van de Tom Scheursweg in de woonwijk werd toen verbreed met middenberm en vernoemd in de J.M. den Uylstraat. Het westelijke gedeelte dat nog door de resterende sportvelden loopt behield zijn profiel en naam. De oorspronkelijke bebouwing aan de Cornelis Outshoornstraat maakt deel uit van een eerdere uitbreiding van de stad, van omstreeks 1955. Daar waar andere wegen in deze buurt geen verbinding maakten met de sportvelden, werd er ter hoogte van de Cornelis Outhoornstraat juist wel een brug neergelegd met een weg die het noordelijk deel van de sportvelden doorsneed.
De brug heeft kenmerkende uiterlijkheden voor de bruggen die destijds werden ontworpen door de Dienst der Publieke Werken. Voor deze brug werd een ontwerp gevraagd aan Dick Slebos. De kenmerken zijn terug te vinden in de balustrades van grote blokken steen; blauwe leuningen in een strak (haast) rechthoekig patroon, een overspanning van schoonbeton in een platte V-vorm. De brug leunt op een betonnen paalfundering met eveneens betonnen pijler annex juk midden in het water. De brug heeft een lichte welving in het rijdek. Men begon met bouwen in maart 1963 en was januari 1964 klaar met een kostprijs van ongeveer 150.000 gulden.
Van 1 oktober 1990 tot 17 juli 2015 reed bus 21 over de brug maar werd toen weer rechtgetrokken via de Aalbersestraat waarmee de wijk zijn openbaar vervoer verloor. Op 2 maart 2025 keerde de bus echter terug met de helft van de ritten.
De brug ging vanaf de oplevering naamloos door het leven. Op 24 december 2018 willigde de gemeenteraad van Amsterdam een verzoek in de brug te vernoemen naar de politicus Ria Beckers.

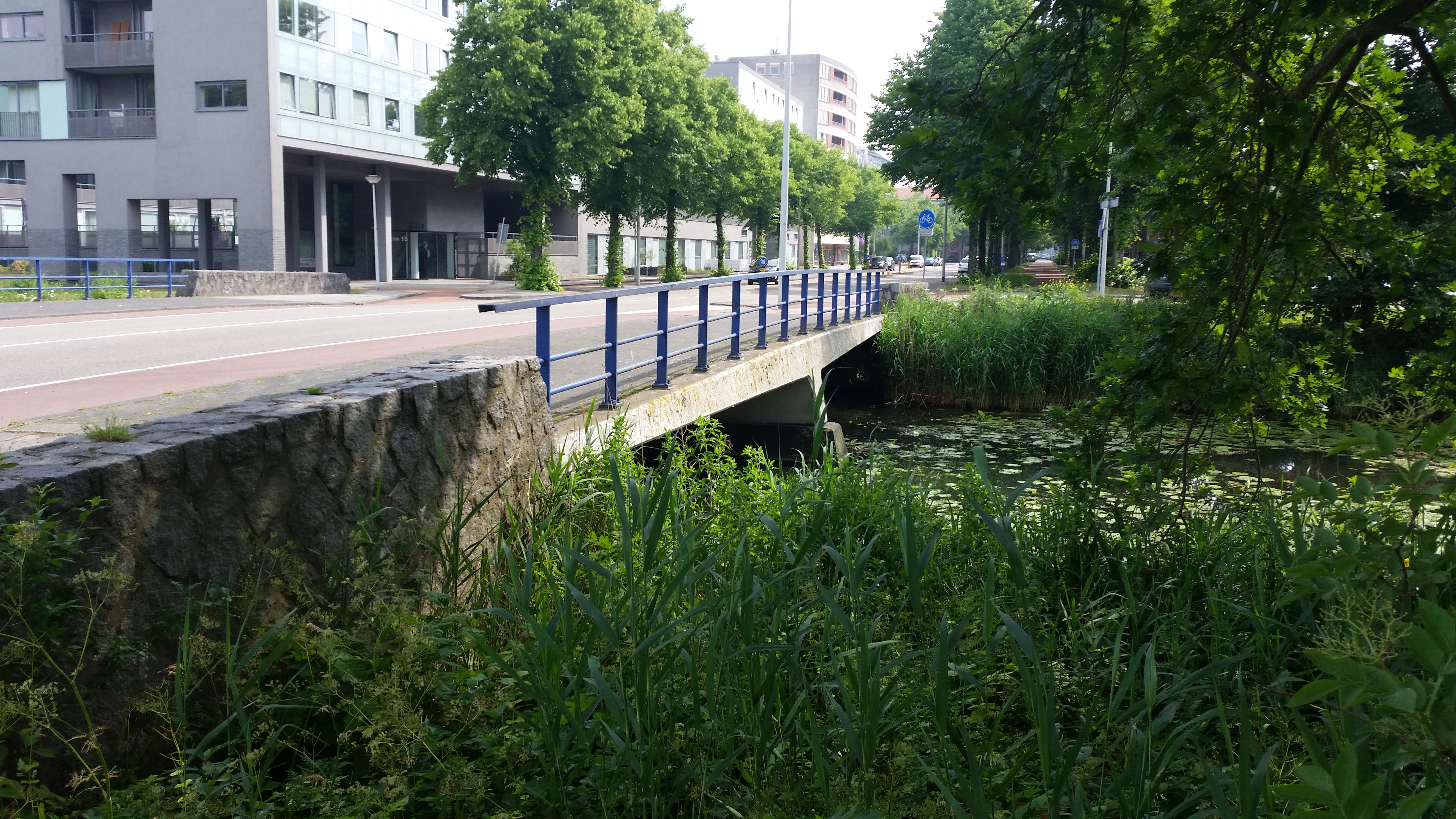
De overspanning met blauwe leuningen (juni 2018)

<<< · 600 · 601 · 602 · 603 · 604 · 605 · 606 · 607 · 608 · 609 · 610 · 611 · 612 · 613 · 614 · 615 · 616 · 617 · 618 · 619 · 620 · 621 · 622 · 623 · 624 · 626 · 627 · 628 · 629 · 630 · 631 · 632 · 633 · 634 · 635 · 636 · 637 · 638 · 639 · 643 · 651 · 652 · 653 · 655 · 656 · 657 · 658 · 659 · 660 · 661 · 662 · 663 · 664 · 665 · 666 · 667 · 668 · 669 · 670 · 671 · 673 · 674 · 675 · 676 · 677 · 678 · 679 · 681 · 682 · 683 · 684 · 685 · 687 · 688 · 689 · 690 · 691 · 692 · 695 · 696 · 699 · >>>
Verdwenen brugnummers: 625 (afgebroken brug Sam van Houtenstraat), 640, 644, 645, 646, 647, 648, 650, 672 (duiker Cornelis Lelylaan, Rembrandtpark), 694, 698.
Nooit gebouwd: 649, 680 (nooit gebouwde brug Sloterplas).
Brugnummers 641, 642, 654, 686, 693, 694 en 697 zijn onbekend.